# Alfonso Lacedelli
Alfonso Lacedelli (Cortina d'Ampezzo, 5 ottobre 1917 – Colle Santa Lucia, 6 febbraio 2012) è stato uno sciatore alpino e bobbista italiano.

## Biografia

### Carriera sciistica
Iscritto allo Sci Club Cortina dal 1935 e attivo a livello agonistico tra la metà degli anni trenta e gli inizi degli anni cinquanta, in carriera vinse quattro medaglie ai Campionati italiani.

#### Stagioni 1935-1939
Nel 1935 stabilì il primato italiano del chilometro lanciato con 97 km/h mentre nel 1938 partecipò ai Mondiale di Engelberg, in Svizzera, senza ottenere piazzamenti di rilievo, e alla settimana di preparazione olimpica di Garmisch-Partenkirchen, in Germania.
Prima che la sua carriera subisse un'interruzione a causa della Seconda guerra mondiale, Lacedelli partecipò con buoni risultati a molte diverse internazionali, vincendo tra l'altro una gara al Passo dello Stelvio nel 1938 e, nel 1939, la "Coppa Parioli" di discesa libera a Sestriere e la "Coppa Caddy" di slalom gigante al Passo del Tonale.

#### Stagioni 1946-1951
Dal 1946 al 1948 vinse tre edizioni consecutive della "Coppa Cortina", nella natia Cortina d'Ampezzo, e una "Coppa Morris"; nel 1948 e nel 1949 si aggiudicò la discesa libera di San Vigilio di Marebbe.
Al Terminillo nel 1949 vinse il "Trofeo Angelo Sebastiani" di discesa libera, titolo bissato nel 1950 quando, nella medesima stazione sciistica laziale, si aggiudicò anche il "Trofeo Re Imperatore" di discesa libera. Sempre nel 1950 partecipò alla discesa libera di Kitzbühel (6º), al "Trofeo la Todesca" di slalom gigante a Monte Bondone (1°) e alla discesa libera di Forni Avoltri (1º). Nel 1951 bissò il successo a Forni Avoltri, sempre in discesa libera.

### Carriera bobbistica
Pur essendo principalmente uno sciatore alpino, prese parte anche a competizioni di bob a due; nel 1936 vinse i Campionati italiani in coppia con Guido Gillarduzzi con l'equipaggio del Bob Club Cortina.

### Altre attività
Dopo il ritiro lavorò come maestro di sci e partecipò a gare nelle categorie seniores, vincendo il "Gran premio vecchie glorie" nel 1976 e il "Campionato mondiale veterani" nel 1982, a 65 anni. Morì il 6 febbraio 2012 a Colle Santa Lucia, dove risiedeva da tempo.

## Palmarès

### Bob

#### Campionati italiani
- 1 medaglia[1]:
  - 1 oro (bob a due nel 1936)

### Sci alpino

#### Campionati italiani
- 4 medaglie[2]:
  - 1 argento (discesa libera nel 1950)
  - 3 bronzi (slalom speciale, combinata nel 1937; discesa libera nel 1939)